# Peter Sejer Winther
Peter Sejer Winther (født 31. december 2006) er en dansk børneskuespiller.
Han debuterede i filmen Papirklip, hvor han vandt prisen for bedste skuespiller både blandt folket og juryen.
I vinteren 2017 spillede Peter hovedrollen Albert i Julemandens datter. Han medvirkede også i den prisvindende film Ser du månen, Daniel.  